# Светозар Марковић (фудбалер)
Светозар Марковић (Бијељина, 23. марта 2000) српски је фудбалер који тренутно наступа за Партизан. Висок је 184 центиметра и игра у одбрани.

## Каријера

### Партизан

#### Почеци
Као рођени Бијељинац, Марковић је фудбалом почео да се бави у локалном Раднику. Он се током 2011. прикључио београдском Партизану, након што је, две године раније, био полазник кампа који је тај клуб организовао на Јахорини. У склопу сарадње остварене између клуба и Спортске гимназије, Марковић је 2015. наставио школовање у тој институцији, заједно са саиграчима Душаном Влаховићем и Бојаном Бојићем. Марковић је, потом, исте године, уступљен филијали Телеоптику, где је наступао за кадетску селекцију до краја такмичарске 2015/16. сезоне.

#### Сезона 2017/18: улазак у први тим
Лета 2017, као капитен кадетске екипе, Марковић је прикључен првом тиму Партизана код тренера Мирослава Ђукића, прошавши комплетне припреме екипе пред почетак сезоне 2017/18. Свој дебитантски наступ за сениорски тим Партизана, Марковић је забележио на утакмици шеснаестине финала Купа Србије, ушавши у игру уместо Бојана Остојића у 88. минуту сусрета са Ртњем у Бољевцу, 11. октобра 2017. У наставку сезоне, Марковић је уписао свој први интернационални наступ за Партизан, ушавши у игру уместо Леандра Тавамбе, пред крај прве утакмице шеснаестине финала Лиге Европе, против Викторије из Плзења. Он је, потом, дебитовао у и домаћем шампионату, одигравши свих 90 минута на гостовању Чукаричком, 11. марта 2018. Неколико дана касније, он се такође нашао у стартној постави у куп утакмици против Јавора у Ивањици. Забележивши асистенцију за Немању Р. Милетића, Марковић је по завршетку тог сусрета проглашен најбољим на терену, према избору Вечерњих новости. Свој први погодак у дресу Партизана Марковић је постигао у победи од 5ː0 над Борцем из Чачка, у оквиру последњег кола регуларног дела сезоне у Суперлиги Србије, одиграног 5. априла 2018. Девет дана касније, 14. априла, Марковић је одиграо свој први Вечити дерби, на стадиону Рајко Митић, који је завршен резултатом 2ː1 у корист Црвене звезде. У мају исте године, Марковић је награђен као најбољи дебитант у Суперлиги Србије те сезоне. Победивши Младост из Лучана у финалној утакмици Купа Србије, 23. маја 2018, Марковић је освојио свој први трофеј у професионалној каријери са Партизаном.

#### Сезона 2018/19: стартна постава
Заједно са групом играча из омладинске школе, Марковић је лета 2018. прошао комплетне припреме са Партизаном  На отварању сезоне 2018/19, Марковић се нашао у стартној постави Партизана на почетку квалификација за Лигу Европе, против Рудара из Пљеваља. Утакмицу је започео у пару са Марком Валијентеом, ког је у 73. минуту заменио Немања Р. Милетић. Свој први погодак у европским утакмицама и други у професионалној каријери Марковић је постигао у другој утакмици трећег кола квалификација, против екипе Нордсјиланда, након које се Партизан пласирао у последње коло квалификација. Након асистенције Немање Николића у 7. колу Суперлиге Србије, Марковић је постигао једини гол за минималну победу своје екипе против Бачке из Бачке Паланке, 2. септембра 2018. Нешто касније, средином септембра, Марковић је продужио уговор са клубом 2021. године. Марковић је свој трећи гол у сезони постигао на утакмици осмине финала Купа Србије, на гостовању Земуну, чиме је постао први играч који се те сезоне у стрелце уписивао у свим такмичењима. Касније је такав учинак остварио и Горан Закарић, који је постигао други погодак Партизана на том сусрету.

### Олимпијакос
Марковић је 9. јула 2019. године потписао петогодишњи уговор са Олимпијакосом. Крајем јануара 2020. је позајмљен Лариси до краја сезоне 2019/20.

## Репрезентација
Ради се о великом таленту, будућности српског фудбала. Разлика између њега и мене, кад сам играо, што је „упао у ватру” и пре времена него кад сам стигао у Партизан са 22 године. Ако бих, рецимо, одлучивао о његовој каријери, учинио бих све да остане у Партизану две, три године и стабилизује кроз младе селекције. Њему је тек 18 година, требало би да остави печат у свом клубу и направи прави корак из своје отаџбине.

—Младен Крстајић, фебруар 2019.
Марковић је током 2015. добио позив у репрезентацију Србије у узрасту до 16 година старости, за коју је одиграо већину утакмица током сезоне 2015/16, постигавши погодак против Летоније 15. маја 2016. Као члан кадетске репрезентације Србије, Марковић је био део екипе Перице Огњеновића која је наступила на Европском првенству 2017. у Хрватској. У августу исте године, Марковић је добио позив селектора Милоша Велебита на окупљање омладинске репрезентације Србије за меморијални турнир Стеван Ћеле Вилотић, на ком није наступио. Он се, потом, нашао на списку Перице Огњеновића на турниру за играче до 18 година старости у Израелу, почетком децембра 2017. За ту селекцију дебитовао је против екипе домаћина, 11. децембра 2017, док је наступио и на утакмици против Немачке наредног дана.
Селектор младе репрезентације Србије, Горан Ђоровић, упутио је позив Марковићу за квалификационе утакмице у септембру 2018, Након три одигране утакмице у том узрасту, Марковић је са екипом Србије изборио пласман на Европско првенство 2019. године. У новембру исте године, селектор омладинске репрезентације Србије, Ненад Сакић, уврстио је Марковића на списак играча за први круг квалификација за Европско првенство у том узрасту. Марковић је за ту селекцију дебитовао у ремију резултатом 2ː2 са екипом Казахстана, 14. новембра 2018.

## Начин игре
Упамтите и име Светозара Марковића, обећавам вам да ће то бити прави наследник Николе Миленковића. Са својих тек 17 година показује изузетну зрелост, без страха улази у дуеле. Он ће за неколико година бити командант наше одбране.

—Ивица Илиев, фебруар 2018.
Марковић је на почетку свог бављења фудбалом, у матичном Раднику из Бијељине углавном наступао на месту задњег везног играча, или на крилу, док се доласком у Партизан адаптирао на позицији штопера. У том клубу је, касније, прошао све млађе селекције, а до првог тима је стигао као капитен екипе у свом узрасту. Марковић је лета 2017. истакао да му је узор бразилски штопер, Тијаго Силва. По завршетку припрема на Кипру, почетком 2018, Марковић је и дефинитивно прикључен сениорском тиму, док га је спортски директор Партизана, Ивица Илиев, представио као наследника Николе Миленковића, који је нешто раније остварио инострани трансфер.

Света је и ову утакмицу, као и ону против Чукаричког одиграо без грешке. „Милион пута“ сам рекао и сада понављам да је он будућност клуба.

—Немања Р. Милетић, након победе над Јавором у Ивањици, 14. марта 2018.
Током утакмице против Јавора у Ивањици, 14. марта 2018, тадашњи тренер Партизана, Мирослав Ђукић, Марковића је померио на позицију десног бека, који је након продора по тој страни терена асистирао Немањи Р. Милетићу за погодак. Због своје висине од 184 центиметра и десне ноге којом се боље сналази, Марковић је након својих првих сениорских утакмица у српским медијима упоређен са Серхиом Рамосом. Док је у другом делу сезоне 2017/18. најчешће наступао на позицији левог штопера, заједно са Немањом Р. Милетићем, Мирослав Ђукић је на почетку наредне такмичарске године Марковића упарио са Марком Валијентеом.

Конкретно, јесте у тим ситуацијама Марковић био поред тих играча, али било је и неких ствари које су претходиле тим акцијама и никад не бих циљао једног играча као кривца. Од млађих се притом и очекује неки кикс. Иде са годинама. Света нам је такође донео важне бодове у мечу против Бачке, против Земуна пролаз у Купу, погодио је и против Норсјиланда. Он дете ради посао, даје максимум и сигурно ће бити само бољи. А грешке су саставни део фудбалске игре, да их нема не би било голова. Немам неке велике замерке на његову игру.

—Зоран Мирковић, новембар 2018.
Доласком Зорана Мирковића на место шефа струке Партизана, Немања Р. Милетић се усталио на позицији десног бека, чиме је одбрана Партизана током првог дела такмичарске 2018/19. у Суперлиги Србије била утврђена тројицом играча изражених дефанзивних карактеристика. Здесна налево, утакмице су код Мирковића углавном почињале у распореду Милетић-Марковић-Валијенте, док се на позицији левог бека смењивало више играча. Поред задужења у одбрани, Марковић се приликом офанзивних прекида у том периоду неретко додавао нападу свог тима, те је на тај начин постигао више голова главом, након центаршутева.
У ауторском тексту за портал Моцартспорт, 1. новембра 2018, Александар Јоксић је анализирао игру и грешке одбране Партизана током сезоне. У истом је изведен закључак да је највећи број голова екипа примила након грешака Марковића, те су му замерене лоше интервенције у пет различитих ситуација.
Зоран Мирковић је на конференцији за штампу, неколико дана касније, рекао да су примљени голови последица лоше реакције целе екипе. Стао је у одбрану Марковићу, уз образложење да нема много индивидуалних замерки на његову игру, те да се од младих играча очекују повремене грешке. Јоксић је средином истог месеца, за време репрезентативне паузе, обрадио статистички приказ учинка Партизанове одбране, утврдивши да је иста најуспешнија по броју примљених голова у претходних седам година. Партизан је након првих 16 кола у Суперлиги Србије примио укупно 7 погодака, чиме је према том сегменту у том периоду имао најбољу одбрану у државном првенству.

## Статистика

#### Клупска
| Клуб     | Сезона   | Лига             | Лига    | Лига   | Национални куп | Национални куп | Европа  | Европа | Остало  | Остало | Укупно  | Укупно |
| Клуб     | Сезона   | Дивизија         | Наступа | Голова | Наступа        | Голова         | Наступа | Голова | Наступа | Голова | Наступа | Голова |
| -------- | -------- | ---------------- | ------- | ------ | -------------- | -------------- | ------- | ------ | ------- | ------ | ------- | ------ |
| Партизан | 2017/18. | Суперлига Србије | 11      | 1      | 5              | 0              | 1       | 0      | —       | —      | 17      | 1      |
| Партизан | 2018/19. | Суперлига Србије | 20      | 1      | 1              | 1              | 7       | 1      | —       | —      | 28      | 3      |
| Партизан | Укупно   | Укупно           | 31      | 2      | 6              | 1              | 8       | 1      | —       | —      | 45      | 3      |

- Ажурирано 2. фебруара 2019. године.[35]

## Трофеји и награде

### Екипно
Партизан
- Куп Србије (2) : 2017/18, 2018/19.[24]

### Појединачно
- Најбољи дебитант Суперлиге Србијеː 2017/18.[23]